# Francisco de la Gándara
Francisco de la Gándara Hermosa y Acevedo fue un escultor español que vivió en los siglos XVI y XVII, ejerciendo su labor artística bajo el patronato de la casa de Medina Sidonia. Se conocen varias de sus obras realizadas para fundaciones religiosas de Sanlúcar de Barrameda, como los sepulcros de los condes de Niebla y el tabernáculo de Santo Tomás de Aquino, en la iglesia de Santo Domingo. Asimismo realizó las imágenes de San Lorenzo, San Cristóbal, Jesús atado a la columna y Jesús de la Humildad y Paciencia. 